# 334e division d'infanterie
La 334e division d'Infanterie (en allemand : 334. Infanterie-Division ou 334. ID) est une des divisions d'infanterie de l'armée allemande (Wehrmacht) durant la Seconde Guerre mondiale.

## Historique
La 334e division d'infanterie a été formée le 25 novembre 1942 sur le Truppenübungsplatz (terrain de manœuvre) de Grafenwöhr dans la Wehrkreis XIII en tant que Kriemhilde-Division avec du personnel des Wehrkreise XIII, XVII et XVIII.
Elle est détruite en Tunisie en mai 1943 et reformée le 3 juin 1943 en France dans la région de Bordeaux au sein de la 1. Armee avec l'état-major de la 80. Infanterie-Division non formée.
Elle est de nouveau détruite en Italie dans les Dolomites face aux troupes américaines le 23 avril 1945.

## Organisation

### Commandants
| Date                               | Grade                  | Commandant      |
| ---------------------------------- | ---------------------- | --------------- |
| 15 novembre 1942 - 15 avril 1943   | Generalleutnant        | Friedrich Weber |
| 15 avril 1943 - 9 mai 1943         | Generalmajor           | Fritz Krause    |
| ? mai 1943 - ? mai 1943            | General der Artillerie | Heinz Ziegler   |
| Reformation                        |                        |                 |
| 20 octobre 1943 - 27 novembre 1943 | Generalleutnant        | Walter Scheller |
| 27 novembre 1943 - 16 avril 1945   | Generalleutnant        | Hellmuth Böhlke |

## Théâtres d'opérations
- Allemagne : Novembre 1942 - Décembre 1942
- Afrique du Nord : Décembre 1942 - Mai 1943
- France : Octobre 1943 - Novembre 1943
- Italie : Novembre 1943 - Avril 1945

## Ordre de bataille
1941
- Grenadier-Regiment 754
- Grenadier-Regiment 755
- Gebirgsjäger-Regiment 756
- Artillerie-Regiment 334
- Pionier-Bataillon 334
- Panzerjäger-Abteilung 334
- Aufklärungs-Abteilung 334
- Divisions-Nachrichten-Abteilung 334
- Divisions-Nachschubführer 334

1943
- Grenadier-Regiment 754 auquel est rattachée la Französische Freiwilligen Legion
- Grenadier-Regiment 755
- Grenadier-Regiment 756
- Divisions-Füsilier-Bataillon 334
- Artillerie-Regiment 334
- Pionier-Bataillon 334
- Panzerjäger-Abteilung 334
- Feldersatz-Bataillon 334
- Divisions-Nachrichten-Abteilung 334
- Divisions-Nachschubführer 334

## Décorations
Des membres de cette division ont été récompensés à titre personnel pour leurs faits de guerre:
- Agrafe de la liste d'honneur : 1
- Croix allemande
  - en Or : 12
- Croix de chevalier de la Croix de fer
  - Croix de chevalier : 7
  - Feuilles de chêne : 1